# Laurel Awards
I Laurel Awards erano dei premi cinematografici statunitensi, assegnati a film, attori, registi e compositori. Questi premi vennero creati dalla rivista Motion Picture Exhibitor e vennero assegnati dal 1958 al 1971 non si hanno dati dell'edizione 1969.
I risultati, che venivano pubblicati sulla rivista senza alcuna cerimonia, erano determinati dai risultati al botteghino in Canada e negli Stati Uniti. A differenza degli Oscar per questi premi non era prevista nessuna cerimonia.

## Premi
Miglior film
- Patton, generale d'acciaio: 1971 (non consegnato nelle altre edizioni)

Migliore star femminile
- Doris Day: 1958, 1959, 1960, 1961, 1962, 1963, 1964
- Elizabeth Taylor: 1965, 1966
- Julie Andrews: 1967, 1968
- Katharine Hepburn: 1970, 1971

Migliore star maschile
- Rock Hudson: 1958, 1959 1960, 1962, 1963
- Burt Lancaster: 1961
- Cary Grant: 1964, 1966
- Jack Lemmon: 1965, 1967
- Paul Newman: 1968, 1970
- Dustin Hoffman: 1971

Miglior produttore
- Cecil B. DeMille: 1958
- Alfred Hitchcock: 1959, 1960, 1961, 1962, 1964, 1966, 1970, 1971
- Billy Wilder: 1963
- Mervyn LeRoy: 1965
- Robert Wise: 1967, 1968

Miglior regista
- Cecil B. DeMille: 1950, 1951, 1955, 1957
- Fred Zinnemann: 1958, 1959, 1961, 1962, 1963, 1964
- Vincente Minnelli: 1960
- George Cukor: 1965
- David Lean: 1966
- Henry Hathaway: 1967
- Norman Jewison: 1968
- Mike Nichols: 1970, 1971